# IC 4388
IC 4388 ist eine Spiralgalaxie vom Hubble-Typ Sb im Sternbild Zentaur am Südsternhimmel, welche etwa 175 Millionen Lichtjahre von der Milchstraße entfernt ist.
Das Objekt wurde im Jahre 1899 von DeLisle Stewart entdeckt.